# 인도네시아고래상어
인도네시아고래상어(학명:Carcharhinus tjutjot)는 흉상어목 흉상어과 흉상어속에 속하는 물고기이다. 몸길이는 1.5m로 상어에서는 작은 종에 속하는 종이다.

## 특징
인도네시아고래상어는 이름에 고래상어가 들어가지만 수염상어목인 고래상어와는 거리가 먼 종이다. 인도네시아고래상어는 고래상어보단 오히려 형태학의 유사성으로 인해서 같은 흉상어목 흉상어과 흉상어속의 상어인 검은점상어와 종종 혼동된다. 그들은 두번째 등지느러미의 검은색 표시, 비교적 긴 주둥이, 직립한 삼각형 첫 번째 등지느러미로 식별할 수 있다. 그들의 위쪽 앞니는 비스듬하고 들쭉날쭉하고 칼 같은 교두가 측면에 있다. 크기는 처음 성숙할 때 76cm에서 완전히 성숙했을 때 수컷의 경우 약 100cm, 암컷의 경우 92cm까지 다양하다. 태어날 때 크기는 약 34-38cm이다. 형태학적 모호성과 검은점상어와의 유사성은 인도양-서태평양 지역에서 인도네시아고래상어와의 식별을 복잡하게 만들었다. 인도네시아고래상어의 유전자 샘플링에서 구별이 발생했지만 두번째 등지느러미의 검은색 표시와 같은 특성은 검은흑점상어와 구별하기 어려웠다. 처음에는 흰뺨상어와 동일한 종으로 생각되었지만 2012년에 척추 수, 등지느러미 및 가슴 지느러미 모양, 지느러미 색과 같은 형태 학적 특성에 의해 별개의 종으로 확인되었다. 현재 인도네시아고래상어로 알려진 이상어의 분기는 열대 인도양-서태평양 내의 상어 개체군을 특징짓고 있다. 먹이로는 멸치, 정어리, 청어, 고등어와 같은 물고기들, 오징어와 같은 두족류, 갑각류를 주로 잡아먹고 사는 육식성의 물고기이다.

## 서식지와 어획 및 보호 활동
인도네시아고래상어는 흉상어과 계통과 함께 인도 태평양 지역 내의 상업 및 소규모 어업을 포함한 글로벌 어업의 핵심 경제 그룹이다. 일반적인 산란 및 보육 지역은 상업용 어장과 겹치며 종종 부산물로 잡히기 때문에 취약한 종으로 등재되었다. 또한 인도네시아고래상어는 이동성이 높은 종이다. 인도네시아와 대만에서 보르네오에 이르는 서부 태평양에서 흔히 발견된다. 그들은 호주나 뉴기니에서 발견되지 않으며 인도-말레이시아 반도 서쪽에 사는 것은 확인되지 않았다. 그들은 표면에서 170 미터에 이르는 깊이와 해안 서식지에서 저어와 함께 사는 것을 선호한다. 분자 유전학 분석은 동부 인도양에 두 개의 뚜렷한 인구 집단이 존재한다는 것을 보여주었다. 연구에 따르면 인도네시아고래상어는 인도양이나 남중국해에서 제한된 이동 범위를 가지고 있다. 인도네시아고래상어는 국제자연보전연맹(IUCN)이 정한 멸종 위기 종의 적색 목록(Red List of Threatened Species)에 취약종으로 등재되어 있다. 연구에 따르면 말레이시아 반도와 보르네오 섬 해안에 상륙한 상어는 주로 어린 상어이며 크기와 성숙도는 제각각 다르다. 보육원과 일반 어장이 겹치기 때문에 이 종은 멸종 위기에 직면해 있다. 작은 상어는 일반적으로 장거리 어업에서 부수적으로 잡히며 때로는 사람이 소비할 수 있기 때문에 지느러미가 없는 경우도 있다.

## 같이 보기
- 흉상어목
- 흉상어과
- 흉상어속